# Pseudochirulus canescens
Il coda ad anello di pianura (Pseudochirulus canescens Waterhouse, 1846) è un marsupiale arboricolo della famiglia degli Pseudocheiridi.

## Descrizione
Il coda ad anello di pianura ha una lunghezza testa-corpo di 20-23 cm e una coda di 17-20 cm. La colorazione generale è grigio-brunastra; testa, guance, faccia e zampe posteriori sono di colore marrone chiaro; sulla fronte è presente una striscia di colore scuro ben delineata, e una striscia di colore simile corre lungo tutto il dorso. Le orecchie sono marroni e sono circondate alla base da una zona di peli scuri. I peli che ricoprono l'addome sono color camoscio o grigi. La lunga coda è di colore marrone molto scuro, e la parte terminale della superficie inferiore è glabra e può essere utilizzata per aggrapparsi ai rami.

## Biologia
La coda prensile dei coda ad anello di pianura ha la parte terminale, come indica il nome, curvata a forma di anello; questi animali sono notturni, durante il giorno restano nascosti nelle cavità degli alberi o in nidi formati da foglie e corteccia d'albero, e si nutrono di frutti, foglie, fiori, insetti e piccoli vertebrati. Il marsupio ha l'apertura anteriore e le femmine partoriscono uno-tre piccoli per volta; la specie può riprodursi in ogni periodo dell'anno.

## Distribuzione e habitat
Il coda ad anello di pianura è diffuso in gran parte delle foreste di pianura e collina (al di sotto dei 1300 m di quota) delle regioni centrali della Nuova Guinea, dalla penisola di Vogelkop (Papua Occidentale) a ovest alla Provincia di Milne Bay (Papua Nuova Guinea) a est. È presente anche sulle isole di Salawati e Yapen.

## Tassonomia
Sono state riconosciute cinque sottospecie:
- P. c. canescens Waterhouse, 1846: Nuova Guinea Occidentale;
- P. c. avarus Thomas, 1906: Papua Nuova Guinea sud-orientale;
- P. c. bernsteini Schlegel, 1866: isola di Salawati (isole di Raja Ampat);
- P. c. dammermani Thomas, 1922: monte Nassau (Provincia di Papua);
- P. c. gyrator Thomas, 1904: Papua Nuova Guinea settentrionale.